# Villa Rosa Lila
La Villa Rosa Lila et l'association attenante Rosa Lila Villa est un centre LGBT autrichien situé dans le quartier Linke Wienzeile de Vienne. Il est conçu comme un logement, un restaurant, un événement et un lieu de conseil pour les personnes LGBT en Autriche.

## Historique
L'initiative de la villa vient des squatters de la fin des années 1970 et 1980 et des débuts du mouvement lesbien et gay au niveau local. La maison, qui devait être démolie, est squattée en 1982. Après de longues négociations avec le propriétaire et l'adjointe au maire de Vienne Gertrude Fröhlich-Sandner (en), qui soutient le projet, un contrat est signé en 1984 pour un bail de 30 ans, alors même que l'homosexualité reste illégale dans le pays.
Le bâtiment est rénové avec une partie dédiée à un centre de conseil pour les personnes homosexuelles et transgenres, et une partie aux appartements collectifs et à la restauration. L'association Rosa Lila Villa travaille sur les droits LGBT en Autriche et fait de la prévention contre le sida.
En 2016, une section de l'organisation se concentre sur réfugiés LGBTIQ et prend le nom de Queer Base. La même année, la maison est vandalisée avec un graffiti qui dit « Tuez les gays » (Tötet Schwule). En 2017, Queer Base a reçu le prix Bruno Kreisky pour les services aux droits de l'homme et le prix Alexander Friedmann,.  
En 2019, le restaurant a été renommé Villa Vida. La Villa est divisée entre le Lila Tip pour le conseil lesbien et le Türkis Rosa Tippp pour le conseil transgenre, gay et queer.